# Stephen Wiesner

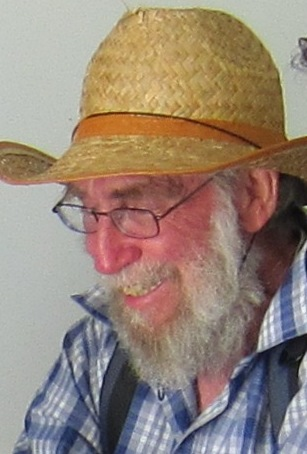
Stephen Wiesner

Stephen J. Wiesner (* 1942; † 12. August 2021 in Jerusalem) war ein US-amerikanisch-israelischer Physiker, der für seine Beiträge zur Quanteninformationstheorie bekannt wurde. Diese gehörten zu den ersten Arbeiten auf diesem Feld.
Wiesner war der Sohn von Jerome Wiesner und seiner Frau Laya, geb. Wainger. Wiesner studierte am Caltech und dann an der Brandeis University und an der Columbia University, wo er 1972 mit einer Dissertation über Elementarteilchenphysik promoviert wurde. 1993 ging er nach Israel und zog sich aus der akademischen Forschung zurück, blieb aber mit der Quantum Foundations & Information Group an der Universität Tel Aviv affiliiert.
Wiesner führte unter anderem um 1970 das Quanteninformations-Protokoll des Quanten-Geldes und des Conjugate Coding ein, aus dem sich das Konzept des Quantenschlüsselaustauschs entwickelte (BB84-Protokoll). Sein Manuskript dazu wurde zunächst nicht zur Veröffentlichung angenommen, weshalb sich Wiesner in seiner Dissertation einem anderen Thema zuwandte. Die Idee kursierte über zehn Jahre nur in Form von Preprints, bis sie 1983 veröffentlicht wurde. Das von ihm und Charles Bennett entworfene auf der Quantenverschränkung beruhende Konzept Dichter Kodierung (Superdense oder Dense Coding) wurde von Anton Zeilinger und seiner Gruppe 1996 experimentell demonstriert.
2006 wurde Wiesner zusammen mit Charles Bennett und Gilles Brassard mit dem Rank Prize in Optoelectronics ausgezeichnet. 2019 erhielt er mit Bennett, Artur Ekert, Anton Zeilinger und Jian-Wei Pan den Micius Preis.

## Schriften
- Conjugate Coding, SIGACT News, Band 15, 1983, S. 78–88
- C. H. Bennett, S. Wiesner: Communication via one- and two-particle operators on Einstein-Podolsky-Rosen states. In: Phys. Rev. Lett. Band 69, 1992, S. 2881, doi:10.1103/PhysRevLett.69.2881. (dichte Kodierung)
- Lior Goldenberg, Lev Vaidman, Stephen Wiesner: Quantum Gambling. In: Phys. Rev. Lett. Band 82, 1999, S. 3356–3359, doi:10.1103/PhysRevLett.82.3356, arxiv:quant-ph/9808001.